# Posewald
Posewald ist ein Ortsteil der Stadt Putbus im Landkreis Vorpommern-Rügen in Mecklenburg-Vorpommern.

## Geografie und Verkehrsanbindung
Posewald liegt nordöstlich der Kernstadt Putbus an der Kreisstraße K 16. Die Landesstraße 29 verläuft südlich.
In Posewald gibt es eine Bahnstation der Rügenschen Bäderbahn.

## Sehenswürdigkeiten
- Das Gutshaus mit Park ist ein zweigeschossiger, sanierter Putzbau auf einem Feldsteinkeller aus der 2. Hälfte des 19. Jahrhunderts mit zwei dreigeschossigen Ecktürmen. Besitzer des Gutes bis 1327, im 15. Jahrhundert und nach 1850 bis 1945 war u. a. die Familie von Putbus.
- Die Großsteingräber bei Posewald waren ursprünglich drei Grabanlagen der jungsteinzeitlichen Trichterbecherkultur. Es existiert heute nur noch ein Großsteingrab.